# Yana Daniëls
Yana Daniëls (Knesselare, 8 maggio 1992) è una calciatrice belga, attaccante del Burnley.

## Carriera

### Club
Yana Daniëls nacque a Knesselare e crebbe a Maldegem, giocando nelle giovanili del Goalgetters St-Laureins prima e del KSK Maldegem dopo. Nel 2008 entrò a far parte dell'OH Lovanio, col quale fece il suo esordio nella Division 1, la massima serie del campionato belga.
Nell'estate 2009 passò al Sint-Truiden, andando ad affiancare in attacco Aline Zeler, società con la quale vinse il campionato belga al termine della stagione 2009-2010, nonostante la sua prima stagione al Sint-Truiden fosse stata condizionata da una serie di infortuni. Nell'estate 2011 tornò all'OH Lovanio, per il quale giocò una sola stagione, passando al Lierse in quella successiva. Cona la maglia giallonera a scacchi del Lierse Daniëls giocò le prime due edizioni della BeNe League, campionato misto belga-olandese che andò a rappresentare il massimo livello di entrambi i campionati.
Dopo due stagioni al Lierse Daniëls si trasferì al Twente nei Paesi Bassi. Col Twente giocò la terza e ultima edizione della BeNe League e, successivamente, nella Eredivisie, vincendo la Coppa dei Paesi Bassi nella stagione 2014-2015. Nella stessa stagione ebbe modo di esordire nella UEFA Women's Champions League, giocando entrambe le partite dei sedicesimi di finale contro le francesi del Paris Saint-Germain, che eliminarono il Twente. Anche l'avventura al Twente fu caratterizzata da infortuni, come quello al legamento esterno del ginocchio sinistro occorso nel marzo 2015.
Dopo aver speso più di un anno a recuperare dall'infortunio al ginocchio, periodo durante il quale lavorò per la federazione belga come analista video per le Red Flames, Daniëls si accordò all'Anderlecht per la seconda parte della stagione 2016-2017. Nell'estate 2017 si trasferì nuovamente all'estero, firmando un contratto con la società inglese del Bristol City, partecipante alla FA Women's Super League, la massima serie del campionato inglese.
Nel luglio 2018 si trasferì al Liverpool per la prima stagione della rinnovata FA Women's Super League. L'avventura al Liverpool durò una sola stagione, al termine della quale Daniëls tornò al Bristol City. Dopo due stagioni di fila al Bristol City, è tornata al Liverpool.

### Nazionale
Yana Daniëls ha fatto parte delle selezioni giovanili del Belgio, giocando nove partite con la selezione Under-17 e undici con la selezione Under-19. Daniëls venne inserita dal selezionatore Jean-Marie Greven nella rosa della selezione Under-19 che prese parte al campionato europeo 2011 di categoria, nell quale il Belgio faceva il suo esordio assoluto, venendo però eliminato dopo la fase a gironi.
Daniëls fece il suo debutto nella nazionale del Belgio il 20 agosto 2011, scendendo in campo nei minuti finali dell'amichevole vinta dal Belgio contro la Russia. Dopo aver marcato altre due presenze in nazionale nel 2011, venne nuovamente convocata dal selezionatore Ives Serneels in occasione dell'amichevole del 9 febbraio 2013 persa contro i Paesi Bassi, nella quale Daniëls realizzò la sua prima rete in nazionale. Nel biennio 2013-2014 Daniëls venne convocata con continuità, giocando sia nelle amichevoli sia nelle partite valide per le qualificazioni al campionato mondiale 2015. Nel febbraio 2015 venne inserita nella squadra che ha preso parte alla Cyprus Cup 2015, prima edizione disputata dal Belgio, giocando tutte le partite e realizzando due reti, una nella partita d'esordio contro la Rep. Ceca e l'altra nella finale persa dopo i tiri di rigore contro la Corea del Sud.
Dopo due anni di assenza per infortunio Daniëls tornò in campo con la maglia della nazionale belga in occasione delle amichevoli preparatorie al campionato europeo 2017, organizzato nei vicini Paesi Bassi. Daniëls venne poi selezionata da Serneels nella rosa che partecipò per la prima volta alla fase finale dello stesso campionato europeo 2017, durante il quale giocò, da subentrata, tutte e tre le partite disputate dal Belgio, che venne eliminato al termine della fase a gironi. Negli anni successivi Daniëls partecipò alle edizioni 2018 e 2019 della Cyprus Cup, condividendo con le compagne la mancata qualificazione al campionato mondiale 2019.

## Statistiche

### Presenze e reti nei club
Aggiornata al 13 febbraio 2022.
| Stagione            | Squadra             | Campionato          | Campionato | Campionato | Coppe nazionali | Coppe nazionali | Coppe nazionali | Coppe internazionali | Coppe internazionali | Coppe internazionali | Altre coppe | Altre coppe | Altre coppe | Totale | Totale |
| Stagione            | Squadra             | Comp                | Pres       | Reti       | Comp            | Pres            | Reti            | Comp                 | Pres                 | Reti                 | Comp        | Pres        | Reti        | Pres   | Reti   |
| ------------------- | ------------------- | ------------------- | ---------- | ---------- | --------------- | --------------- | --------------- | -------------------- | -------------------- | -------------------- | ----------- | ----------- | ----------- | ------ | ------ |
| 2008-2009           | OH Lovanio          | D1                  | ?          | ?          | CB              | ?               | ?               | -                    | -                    | -                    | -           | -           | -           | ?      | ?      |
| 2009-2010           | Sint-Truiden        | D1                  | ?          | ?          | CB              | ?               | ?               | -                    | -                    | -                    | -           | -           | -           | ?      | ?      |
| 2010-2011           | Sint-Truiden        | D1                  | ?          | ?          | CB              | ?               | ?               | UWCL                 | 0                    | 0                    | -           | -           | -           | ?      | ?      |
| Totale Sint-Truiden | Totale Sint-Truiden | Totale Sint-Truiden | ?          | ?          |                 | ?               | ?               |                      | 0                    | 0                    |             | -           | -           | ?      | ?      |
| 2011-2012           | OH Lovanio          | D1                  | ?          | ?          | CB              | ?               | ?               | -                    | -                    | -                    | -           | -           | -           | ?      | ?      |
| Totale OH Lovanio   | Totale OH Lovanio   | Totale OH Lovanio   | ?          | ?          |                 | ?               | ?               |                      | -                    | -                    |             | -           | -           | ?      | ?      |
| 2012-2013           | Lierse              | BeNe                | 25         | 5          | CB              | ?               | ?               | -                    | -                    | -                    | -           | -           | -           | 25+    | 5+     |
| 2013-2014           | Lierse              | BeNe                | 23         | 5          | CB              | ?               | ?               | -                    | -                    | -                    | -           | -           | -           | 23+    | 5+     |
| Totale Lierse       | Totale Lierse       | Totale Lierse       | 48+        | 10+        |                 | ?               | ?               |                      | -                    | -                    |             | -           | -           | 48+    | 10+    |
| 2014-2015           | Twente              | BeNe                | 18         | 4          | CO              | ?               | ?               | UWCL                 | 2                    | 0                    | -           | -           | -           | 20+    | 4+     |
| gen.-giu. 2017      | Anderlecht          | SL                  | ?          | ?          | CB              | ?               | ?               | -                    | -                    | -                    | -           | -           | -           | ?      | ?      |
| 2017-2018           | Bristol City        | SL                  | 17         | 1          | CI              | 4               | 2               | -                    | -                    | -                    | -           | -           | -           | 21     | 3      |
| 2018-2019           | Liverpool           | SL                  | 15         | 1          | CI              | 4               | 0               | -                    | -                    | -                    | -           | -           | -           | 19     | 1      |
| 2019-2020           | Bristol City        | SL                  | 14         | 2          | CI              | 3               | 0               | -                    | -                    | -                    | -           | -           | -           | 17     | 2      |
| 2020-2021           | Bristol City        | SL                  | 22         | 1          | CI              | 5               | 0               | -                    | -                    | -                    | -           | -           | -           | 27     | 1      |
| Totale Bristol City | Totale Bristol City | Totale Bristol City | 53         | 4          |                 | 12              | 2               |                      | -                    | -                    |             | -           | -           | 65     | 6      |
| 2021-2022           | Liverpool           | CH                  | 12         | 4          | CI              | 1               | 0               | -                    | -                    | -                    | -           | -           | -           | 13     | 4      |
| Totale Liverpool    | Totale Liverpool    | Totale Liverpool    | 27         | 5          |                 | 4               | 0               |                      | -                    | -                    |             | -           | -           | 31     | 5      |
| Totale carriera     | Totale carriera     | Totale carriera     | 146        | 23         |                 | 16+             | 2+              |                      | 2+                   | 0+                   |             | -           | -           | 164+   | 25+    |

### Cronologia presenze e reti in nazionale
| Cronologia completa delle presenze e delle reti in nazionale ― Belgio | Cronologia completa delle presenze e delle reti in nazionale ― Belgio | Cronologia completa delle presenze e delle reti in nazionale ― Belgio | Cronologia completa delle presenze e delle reti in nazionale ― Belgio | Cronologia completa delle presenze e delle reti in nazionale ― Belgio | Cronologia completa delle presenze e delle reti in nazionale ― Belgio | Cronologia completa delle presenze e delle reti in nazionale ― Belgio | Cronologia completa delle presenze e delle reti in nazionale ― Belgio |
| Data                                                                  | Città                                                                 | In casa                                                               | Risultato                                                             | Ospiti                                                                | Competizione                                                          | Reti                                                                  | Note                                                                  |
| --------------------------------------------------------------------- | --------------------------------------------------------------------- | --------------------------------------------------------------------- | --------------------------------------------------------------------- | --------------------------------------------------------------------- | --------------------------------------------------------------------- | --------------------------------------------------------------------- | --------------------------------------------------------------------- |
| 20-8-2011                                                             | Bruxelles                                                             | Belgio                                                                | 1 – 0                                                                 | Russia                                                                | Amichevole                                                            | -                                                                     | 80’                                                                   |
| 23-8-2011                                                             | Falkirk                                                               | Scozia                                                                | 1 – 0                                                                 | Belgio                                                                | Amichevole                                                            | -                                                                     | 52’                                                                   |
| 23-11-2011                                                            | Loveč                                                                 | Bulgaria                                                              | 0 – 1                                                                 | Belgio                                                                | Qual. Euro 2013                                                       | -                                                                     | 90’                                                                   |
| 9-2-2013                                                              | Waregem                                                               | Belgio                                                                | 2 – 3                                                                 | Paesi Bassi                                                           | Amichevole                                                            | 1                                                                     | 70’                                                                   |
| 13-2-2013                                                             | [[ ]]                                                                 | Belgio                                                                | 2 – 0                                                                 | Austria                                                               | Amichevole                                                            | -                                                                     | 80’                                                                   |
| 2-6-2013                                                              | Tubize                                                                | Belgio                                                                | 3 – 0                                                                 | Ucraina                                                               | Amichevole                                                            | -                                                                     | 45’                                                                   |
| 14-8-2013                                                             | Bad Waltersdorf                                                       | Austria                                                               | 2 – 1                                                                 | Belgio                                                                | Amichevole                                                            | -                                                                     | 46’                                                                   |
| 21-9-2013                                                             | Bruxelles                                                             | Belgio                                                                | 2 – 0                                                                 | Albania                                                               | Qual. Mondiali 2015                                                   | -                                                                     | 70’                                                                   |
| 25-9-2013                                                             | Oslo                                                                  | Norvegia                                                              | 4 – 1                                                                 | Belgio                                                                | Qual. Mondiali 2015                                                   | -                                                                     | 87’                                                                   |
| 26-10-2013                                                            | Livadia                                                               | Grecia                                                                | 1 – 7                                                                 | Belgio                                                                | Qual. Mondiali 2015                                                   | -                                                                     |                                                                       |
| 31-10-2013                                                            | Anversa                                                               | Belgio                                                                | 4 – 1                                                                 | Portogallo                                                            | Qual. Mondiali 2015                                                   | -                                                                     | 46’                                                                   |
| 8-2-2014                                                              | [[ ]]                                                                 | Belgio                                                                | 1 – 0                                                                 | Polonia                                                               | Amichevole                                                            | 1                                                                     | 59’                                                                   |
| 12-2-2014                                                             | Zwolle                                                                | Paesi Bassi                                                           | 1 – 1                                                                 | Belgio                                                                | Qual. Mondiali 2015                                                   | -                                                                     | 61’                                                                   |
| 5-4-2014                                                              | Durazzo                                                               | Albania                                                               | 0 – 6                                                                 | Belgio                                                                | Qual. Mondiali 2015                                                   | -                                                                     | 73’                                                                   |
| 13-9-2014                                                             | Lovanio                                                               | Belgio                                                                | 11 – 0                                                                | Grecia                                                                | Qual. Mondiali 2015                                                   | -                                                                     | 56’                                                                   |
| 17-9-2014                                                             | Abrantes                                                              | Portogallo                                                            | 0 – 1                                                                 | Belgio                                                                | Qual. Mondiali 2015                                                   | -                                                                     | 81’                                                                   |
| 22-9-2014                                                             | Sosnowiec                                                             | Polonia                                                               | 1 – 4                                                                 | Belgio                                                                | Amichevole                                                            | -                                                                     | 46’                                                                   |
| 11-2-2015                                                             | San Pedro del Pinatar                                                 | Spagna                                                                | 2 – 1                                                                 | Belgio                                                                | Amichevole                                                            | -                                                                     |                                                                       |
| 4-3-2015                                                              | Paralimni                                                             | Rep. Ceca                                                             | 2 – 2                                                                 | Belgio                                                                | Cyprus Cup 2015                                                       | 1                                                                     |                                                                       |
| 6-3-2015                                                              | Paralimni                                                             | Belgio                                                                | 0 – 1                                                                 | Sudafrica                                                             | Cyprus Cup 2015                                                       | -                                                                     |                                                                       |
| 9-3-2015                                                              | Paralimni                                                             | Messico                                                               | 0 – 0                                                                 | Belgio                                                                | Cyprus Cup 2015                                                       | -                                                                     |                                                                       |
| 11-3-2015                                                             | Paralimni                                                             | Corea del Sud                                                         | 1 – 1 (5 - 3 dtr)                                                     | Belgio                                                                | Cyprus Cup 2015 - Finale 11º posto                                    | 1                                                                     |                                                                       |
| 8-4-2017                                                              | Eupen                                                                 | Belgio                                                                | 1 – 4                                                                 | Spagna                                                                | Amichevole                                                            | -                                                                     | 72’                                                                   |
| 11-4-2017                                                             | Lovanio                                                               | Belgio                                                                | 5 – 0                                                                 | Scozia                                                                | Amichevole                                                            | -                                                                     | 79’                                                                   |
| 13-6-2017                                                             | Lovanio                                                               | Belgio                                                                | 1 – 1                                                                 | Giappone                                                              | Amichevole                                                            | -                                                                     | 46’                                                                   |
| 30-6-2017                                                             | Murcia                                                                | Spagna                                                                | 7 – 0                                                                 | Belgio                                                                | Amichevole                                                            | -                                                                     | 67’                                                                   |
| 11-7-2017                                                             | Denderleeuw                                                           | Belgio                                                                | 2 – 0                                                                 | Russia                                                                | Amichevole                                                            | -                                                                     | 46’                                                                   |
| 16-7-2017                                                             | Doetinchem                                                            | Danimarca                                                             | 1 – 0                                                                 | Belgio                                                                | Euro 2017 - Fase a gironi                                             | -                                                                     | 86’                                                                   |
| 20-7-2017                                                             | Breda                                                                 | Norvegia                                                              | 0 – 2                                                                 | Belgio                                                                | Euro 2017 - Fase a gironi                                             | -                                                                     | 88’                                                                   |
| 24-7-2017                                                             | Tilburg                                                               | Belgio                                                                | 1 – 2                                                                 | Paesi Bassi                                                           | Euro 2017 - Fase a gironi                                             | -                                                                     | 76’                                                                   |
| 20-10-2017                                                            | Lovanio                                                               | Belgio                                                                | 3 – 2                                                                 | Romania                                                               | Qual. Mondiali 2019                                                   | -                                                                     | 74’                                                                   |
| 24-10-2017                                                            | Penafiel                                                              | Portogallo                                                            | 0 – 1                                                                 | Belgio                                                                | Qual. Mondiali 2019                                                   | -                                                                     | 68’ 75’                                                               |
| 28-2-2018                                                             | Larnaca                                                               | Belgio                                                                | 1 – 2                                                                 | Rep. Ceca                                                             | Cyprus Cup 2018                                                       | -                                                                     |                                                                       |
| 5-3-2018                                                              | Larnaca                                                               | Belgio                                                                | 2 – 0                                                                 | Austria                                                               | Cyprus Cup 2018                                                       | -                                                                     | 87’                                                                   |
| 7-3-2018                                                              | Larnaca                                                               | Sudafrica                                                             | 1 – 2                                                                 | Belgio                                                                | Cyprus Cup 2018 - Finale 5º posto                                     | 1                                                                     | 43’ 90’                                                               |
| 4-9-2018                                                              | Lovanio                                                               | Belgio                                                                | 2 – 1                                                                 | Italia                                                                | Qual. Mondiali 2019                                                   | -                                                                     | 84’                                                                   |
| 10-6-2018                                                             | Chișinău                                                              | Moldavia                                                              | 0 – 7                                                                 | Belgio                                                                | Qual. Mondiali 2019                                                   | -                                                                     |                                                                       |
| 31-8-2018                                                             | Botoșani                                                              | Romania                                                               | 0 – 1                                                                 | Belgio                                                                | Qual. Mondiali 2019                                                   | -                                                                     | 46’                                                                   |
| 4-9-2018                                                              | Lovanio                                                               | Belgio                                                                | 2 – 1                                                                 | Italia                                                                | Qual. Mondiali 2019                                                   | -                                                                     | 90’                                                                   |
| 17-1-2019                                                             | Cartagena                                                             | Spagna                                                                | 1 – 1                                                                 | Belgio                                                                | Amichevole                                                            | -                                                                     | 80’                                                                   |
| 27-2-2019                                                             | Larnaca                                                               | Belgio                                                                | 3 – 0                                                                 | Slovacchia                                                            | Cyprus Cup 2019                                                       | 1                                                                     | 69’                                                                   |
| 1-3-2019                                                              | Larnaca                                                               | Austria                                                               | 0 – 0                                                                 | Belgio                                                                | Cyprus Cup 2019                                                       | -                                                                     | 85’                                                                   |
| 6-3-2019                                                              | Larnaca                                                               | Austria                                                               | 0 – 0 (2 - 3 dtr)                                                     | Belgio                                                                | Cyprus Cup 2019 - Finale 3º posto                                     | -                                                                     | 77’                                                                   |
| 1-6-2019                                                              | Lovanio                                                               | Belgio                                                                | 6 – 1                                                                 | Thailandia                                                            | Amichevole                                                            | 1                                                                     | 75’                                                                   |
| 16-2-2022                                                             | San Pedro del Pinatar                                                 | Slovacchia                                                            | 0 – 4                                                                 | Belgio                                                                | Pinatar Cup 2022                                                      | -                                                                     | 77’                                                                   |
| 19-2-2022                                                             | San Pedro del Pinatar                                                 | Galles                                                                | 0 – 0 (1 - 3 dtr)                                                     | Belgio                                                                | Pinatar Cup 2022                                                      | -                                                                     | 71’                                                                   |
| Totale                                                                |                                                                       | Presenze                                                              | 46                                                                    |                                                                       | Reti                                                                  | 7                                                                     |                                                                       |

## Palmarès

### Club
- Campionato belga: 1

Sint-Truiden: 2010-2011
- Coppa dei Paesi Bassi femminile: 1

Twente: 2014-2015

### Nazionale
- Pinatar Cup: 1

2022